# Kira Geiss

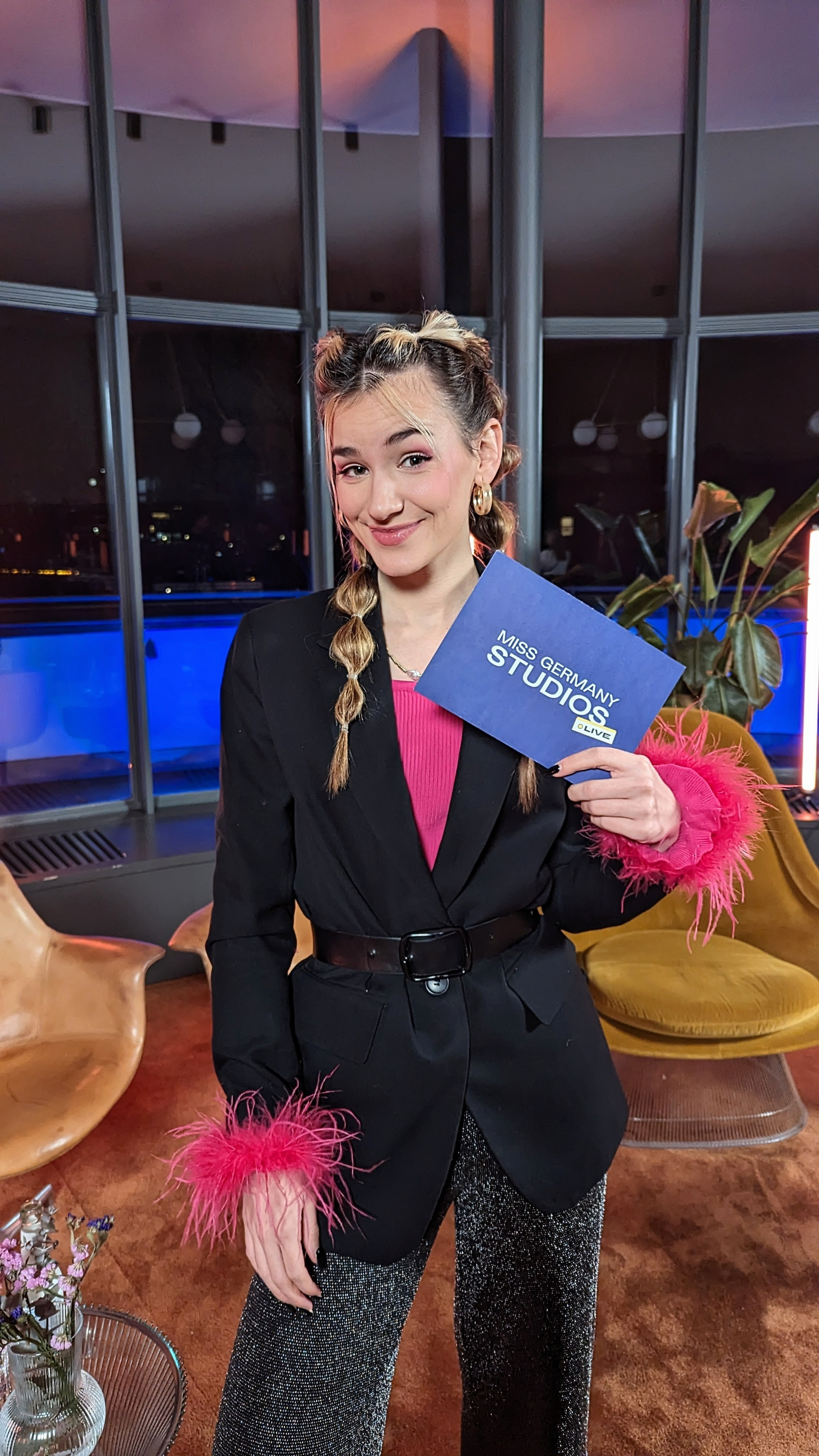
Kira Geiss als Moderatorin des Miss Germany Halbfinales der Staffel 2024 in Berlin

Kira Leonie Geiss (* 2002 in Ravensburg) ist Titelträgerin des Wettbewerbs Miss Germany 2023.

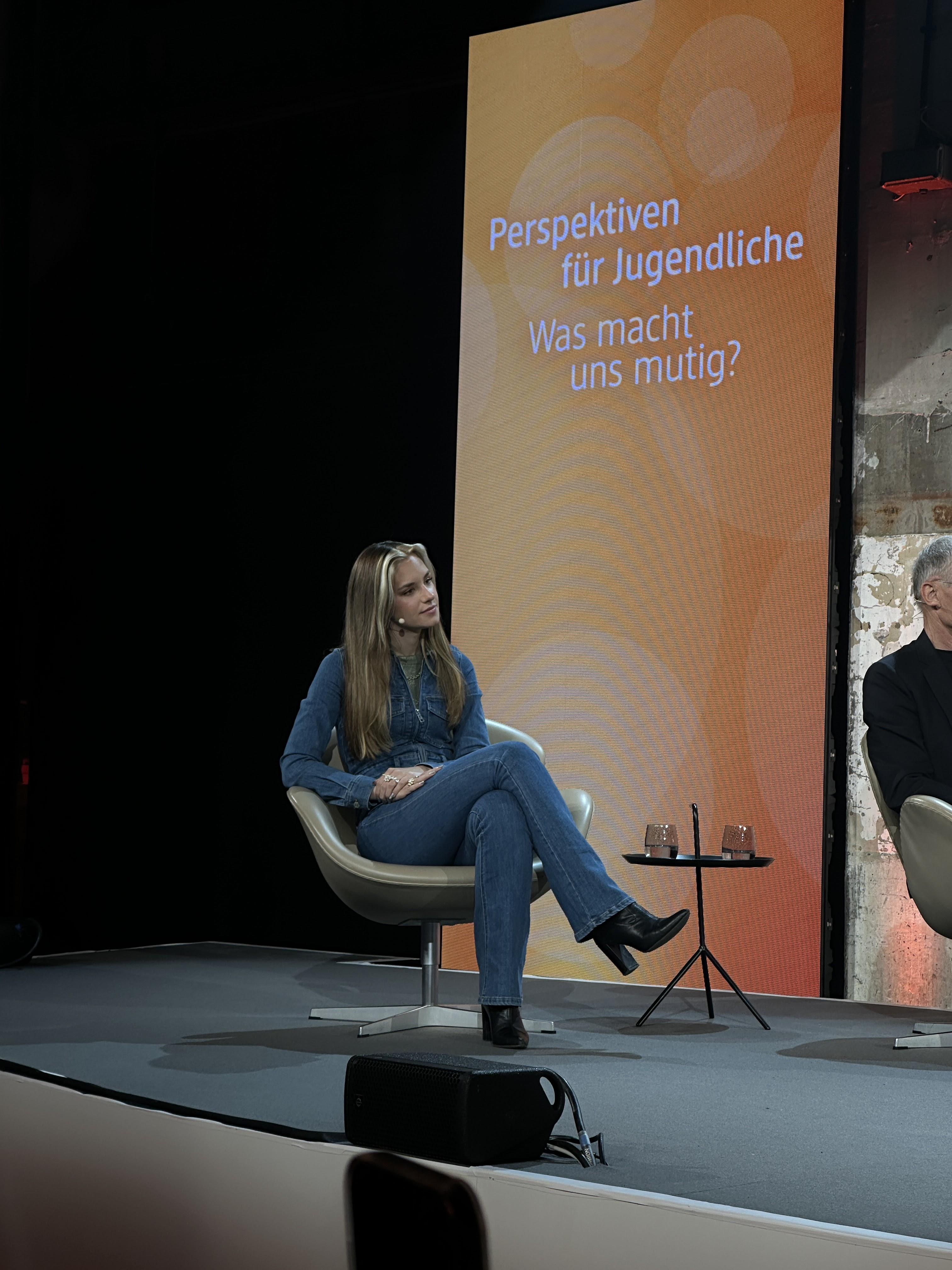
Kira Geiss während eines Panels der dm Zukunftswoche 2023 in Berlin, zur Thematik "Perspektiven für Jugendliche"

## Leben
Geiss wuchs in Wilhelmsdorf im Landkreis Ravensburg in Baden-Württemberg auf. Nach ihrem Realschulabschluss absolvierte sie eine Ausbildung zur Gestalterin für visuelles Marketing in Ravensburg. Geiss lebt seit 2021 in Magdeburg. Sie ist Mitbegründerin der zur Landeskirchlichen Gemeinschaft Magdeburg gehörenden Jugendgemeinde „Eastside“, bei der sie im Bundesfreiwilligendienst tätig war. Im Herbst 2022 begann Geiss ihre Ausbildung zur Religions- und Gemeindepädagogin an der Evangelischen Missionsschule Unterweissach.
Kira Geiss wurde am 4. März 2023 im Europa-Park in Rust zur Miss Germany gewählt. Sie setzte sich dabei gegen neun weitere Kandidatinnen im Finale durch; insgesamt gab es rund 15.000 Bewerberinnen. Ihre thematischen Schwerpunkte für den Wettbewerb legte Geiss auf soziale Nachhaltigkeit. Das mit dem Titel der Miss Germany verbundene Preisgeld von 25.000 € soll der Jugendarbeit zugutekommen. Für ihre Thematik "Die Förderung der jungen Generation und der richtige Umgang mit den digitalen Medien" wurde Kira Geiss mit dem "Female Leader Award" ausgezeichnet, der die Krone des Wettbewerbs ersetzt hat. Seit ihrer Wahl ist sie für die Miss Germany Studios sowie als Jugendbeauftragte des Evangelischen Gnadauer Gemeinschaftsverbandes tätig und engagiert sich politisch aktiv. Sie ist Mitglied im "Bündnis der jungen Generation" ein, das durch eine Initiative der Bundesministerin Lisa Paus im Dezember 2022 entstand.

## Werke
- Bittersüße Realität: über mein Leben, Social Media und die Glamourwelt (Erlebnisbericht). adeo Verlag, Wetzlar 2024, ISBN 978-3-86334-397-2.